# ضیافت عسکروف
ضیافت عسکروف (ترکی آذربایجانی: Ziyafət Əsgərov Abbas oğlu) یک استاد و سیاستمدار آذربایجانی است که، جانشینی رئیس مجلس ملی جمهوری آذربایجان را به عهده دارد.

## زندگی‌نامه
ضیافت عسکروف در ۲۴ اکتبر سال ۱۹۶۳، در روستای «آشاغی اوزون‌اوبا» ی شهرستان بابک نخجوان در آذربایجان شوروی سابق به دنیا آمد. او با اخذ لوح تقدیر از دانشگاه دولتی آذربایجان دانش‌آموخته شد. از سال ۱۹۹۰، سمت‌هایی همچون استاد در دانشکده حقوق، معاونت دانشکده حقوق، و دستیاری رئیس این قسمت در دانشگاه دولتی آذربایجان را عهده‌دار شد. در حال حاضر، او استاد دانشکده حقوق قانون اساسی دانشگاه دولتی باکو است. در سال ۱۹۹۵، او یکی از دست‌اندرکاران کارگروه کمیسیونی بود که قانون اساسی آذربایجان را تدوین می‌کرد.

## کارنامه سیاسی
ضیافت عسکروف ابتدا در انتخابات سال ۱۹۹۶، بعد سال‌های ۲۰۰۰ و ۲۰۰۵ به نمایندگی در مجلس ملی جمهوری آذربایجان راه پیدا کرد. در تاریخ هاه ۲۴ دسامبر ۲۰۰۰ تا ۲ دسامبر ۲۰۰۵ و ۲ دسامبر ۲۰۰۵ الی ۲۹ نوامبر ۲۰۱۰ به ترتیب معاونت و قائم مقامی مجلس ملی را بر عهده داشت.
او در انتخابات پارلمانی نوامبر ۲۰۱۰ آذربایجان، از حوزه انتخابیه ۷۶ لنکران- آستارا با آوردن رأی مجدداً یک کرسی در مجلس را ازآن خود نموده و در سمت جانشینی رئیس مجلس خود ابقاء شد. افزون بر این، ضیافت عسکروف سکانداری کمیته دفاع و امنیت مجلس ملی و همچنین هیئت نمایندگی آذربایجان در مجمع پارلمان ناتو را عهده‌دار می‌باشد.
وی دکترای حقوق و نویسنده چندین کتاب درسی و ده‌ها مقاله علمی است. عسگاروف متأهل است و دو فرزند دارد.

## نشان
- نشان «شهرت» جمهوری آذربایجان